# Língua kwara'ae
A língua Kwara'ae (anteriormente chamada de Fiu devido à localização de muitos de seus falantes) é falada no norte da Ilha Malaita nas Ilhas Salomão . Em 2019, havia cerca de 50.500 pessoas conhecidas por falar o idioma. É a maior língua vernácular indígena do país.

## Fonologia
|           |           | Labial | Alveolar | Palatal | Velar | Velar | Glotal |
| nor.      | lab.      | Labial | Alveolar | Palatal |       |       | Glotal |
| --------- | --------- | ------ | -------- | ------- | ----- | ----- | ------ |
| Oclusiva  | surda     |        | t        |         | k     | kʷ    | ʔ      |
| Oclusiva  | sonora    | b      | d        |         | ɡ     | ɡʷ    | ʔ      |
| Fricativa | Fricativa | (f)    | s        |         | x ~ h | x ~ h | x ~ h  |
| Nasal     | Nasal     | m      | n        |         | ŋ     | ŋʷ    |        |
| Rótica    | Rótica    |        | ɾ        |         |       |       |        |
| Lateral   | Lateral   |        | l        |         |       |       |        |
| Semivogal | Semivogal | w      |          | j       |       |       |        |

O som /f/ é mesclado com /h/. A maioria dos falantes de Kwara'ae escolhe pronunciar /h/ como som de /f/ em algum vocabulário.
|         | Anterior | Central | Posterior |
| ------- | -------- | ------- | --------- |
| Fechada | i        |         | u         |
| Medial  | ɛ        |         | ɔ         |
| Aberta  |          | a       |           |

O som [ə] é reconhecido como um alofone de /a /. Há redução de vogais, portanto /i/ e /u/ finais são frequentemente excluídos. Antes de /i/, a vogal /a/ pode se tornar [e], formando o ditongo [ei].

## Amostra de texto
Raoa nau fuana God nia uri, fuaku ka manata mamana Nia ma ku mauabu Nia, ma ku liana teoliu Nia ana siraku taifau, ma ana manatalaku taifau, ma ana maurilaku taifau, ma fainia ramolaku taifau, nau ke sasi na ru aabu fuana, ku fatalea Nia, ku fitoana mamana Nia, ku foo fuana, ku fu'usidoe ana Satana Abu ma ana Fatalana, ma ku rao mamana fuana sulia boni nau ki, dao ana maea. 